# Camponotus gundlachi
Camponotus gundlachi är en myrart som beskrevs av Mann 1920. Camponotus gundlachi ingår i släktet hästmyror, och familjen myror. Inga underarter finns listade.